# Partmaximum
Partmaximum (ruso: партмаксимум) era un límite en el salario de un miembro del Partido Comunista en la Unión Soviética, un salario máximo. Partmaximum fue introducido en 1920 por un decreto del Comité Ejecutivo Central de toda Rusia (ВЦИК) para todos los comunistas que ocupaban cargos ejecutivos en el Partido, la industria, el gobierno y los sindicatos soviéticos. Se suponía que su salario no debía exceder el de un trabajador industrial altamente calificado. Si un comunista tenía otros ingresos, por ejemplo, honorarios o regalías, tenía que transferir un porcentaje específico de la cantidad por encima de la parte máxima a los fondos del Partido.
Partmaximum fue cancelado por una resolución secreta del Politburó del 8 de febrero de 1932; sin embargo, antes se pasaba por alto con beneficios en especie. Se cree que esta cancelación marca el inicio de la formación de la clase privilegiada de la nomenklatura de los apparatchiks soviéticos, cuyo bienestar ya no depende del bienestar de los trabajadores subordinados. 